# Argentavis magnificens
Az Argentavis magnificens a madarak (Aves) osztályának újvilági keselyűalakúak (Cathartiformes) rendjébe, ezen belül a fosszilis Teratornithidae családjába tartozó faj.

## Tudnivalók
Az Argentavis magnificens a legnagyobb és legnehezebb röpképes madár, amely valaha létezett. A madarat, amelynek néha az „óriás teratorn” nevet adják, három lelőhelyen találták meg. Ezek, mind a miocén korból valók. A madár 6 millió évvel ezelőtt élt, Argentína területén.
A megtalált Argentavisnak a felső karcsontja kissé rossz állapotban van, de azért eléggé tiszta képet ad a méretről: csak ez a csont, olyan hosszú volt, mint egy embernek az egész karja. A madárnak látszólag vastag, erős lábai és nagy lábfeje volt, amellyel könnyen járt a földön. Csőre nagy és hajlott volt, egy horoggal a végén.

## Ismertetői
Manapság a következő adatokat fogadják el az Argentavis magnificensről:
Szárnyfesztávolsága: 5,1–6,1 méter, szárnyfelülete: 8,11 négyzetméter, felhajtóereje: c. 11,5 kg/m², testhossza: 1,26 méter, magassága: 1,5–2 méter, testtömege pedig 70–72 kilogramm.
Összehasonlításként a ma is élő madarakkal: a vándoralbatrosz (Diomedea exulans) szárnyfesztávolsága 360 centiméter; a rokon andoki kondor (Vultur gryphus) szárnyfesztávolsága 320 centiméter, testtömege pedig 15 kilogramm.

## Életmódja

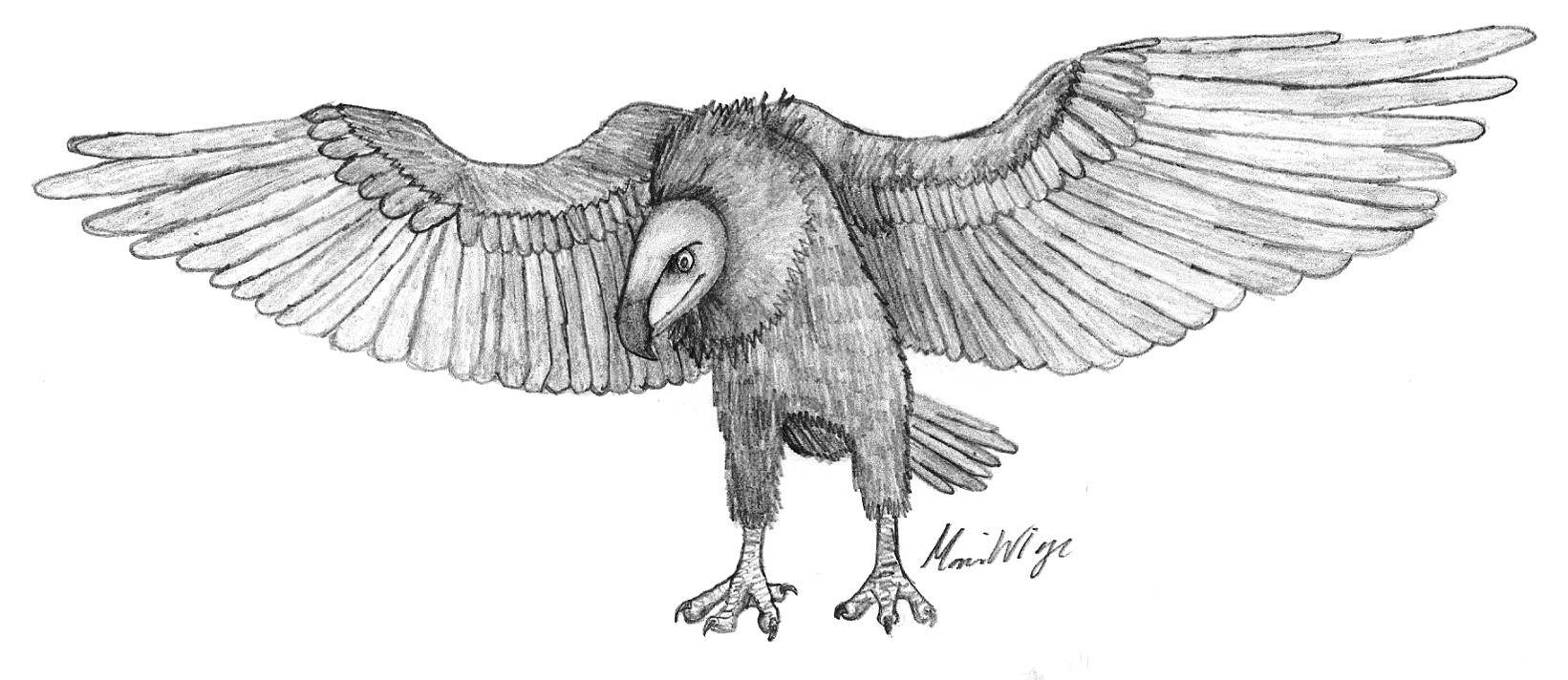
Elképzelt rajz a madárról; bár itt az óvilági keselyűkre hasonlít

Mint a többi kihalt élőlény esetében, az Argentavis életmódjáról sem tudunk sokat. A szárny mérete és testfelépítése szerint, a madár inkább a siklórepülést használta, csak kis távokban verdesett a szárnyával. Valószínűleg a termikeket használta ehhez a fajta repüléshez. A madár legkisebb sebessége 40 km/h volt. Felszálláskor a szél erősségére és az erős lábaira hagyatkozott, amelyekkel szökdécselve sikerült felszállnia a talajról. Bár a csontváza azt mutatja, hogy a mellizmai nem voltak olyan erősek, hogy hosszabb távon verdeshessen a szárnyával. Az is meglehet, hogy az Argentavis a hegyoldalakat és a szemből jövő szelet használta a felszálláshoz. S ezt csak kis erőfeszítéssel. Lehet, hogy életmódja olyan volt, mint a mai andoki kondornak: egész nap a magasban repülve figyelte az alatta levő világot, sebesült vagy elhalt állatok után. Az Andok éghajlata a miocén korban melegebb és szárazabb volt a mainál, ami segítette a madarat, hogy jobban kihasználja termikeket.
Az Argentavis eltérően a többi óriás rokonától (amelyek néha vadásztak is) inkább dögök után kutatott, és valószínűleg elkergette a zsákmányuktól az erszényes Thylacosmilusokat. Eltérően a ma élő keselyűféléktől, a Teratornithidae-fajoknak vágó csőre volt, amely arra utal, hogy inkább vadászok és kevésbé dögevők voltak. Vadászáskor az Argentavis valószínűleg a magasból vette magát áldozatára, elkapva ezt. E hatalmas madár a levegőben ölte és falta fel zsákmányát. A koponya felépítése azt mutatja, hogy az állat egyben nyelte le zsákmányát, nem pedig darabokra tépte.
Az Argentavis magnificens felségterülete körülbelül 500 négyzetkilométer lehetett. A táplálékkeresés közben az észak-déli irányt kereste, hogy elkerülje az ellenszelet, amely lassította a repülésben. Összehasonlítva a ma élő rokon fajokkal, az Argentavis kétévenként tojhatott 1-2 tojást, amelyek kicsivel több mint 1 kilogrammot nyomtak. A strucc tojása 1,5 kilogramm. Az éghajlati viszonyok miatt a költésre valószínűleg télen került sor. A szülők felváltva ültek a tojáson. Az etetésben is mindkét szülő kivette a részét: néhány napig az egyik, néhány napig a másik felnőtt madár keresett táplálékot. A fiatal madár 16 hónap után vált önállóvá, de csak 12 évesen lett ivarérett. A halandóság nem volt nagy, valamivel 2 százalék alatti lehetett. Mivel a csúcsragadozók közé tartozott, az Argentavis magnificensnek nem voltak természetes ellenségei, úgyhogy a felnőtt madarak csak öregségben, sebesülés következtében vagy betegségben haltak meg.